# Nicolaas Tates
Nicolaas Tates (ur. 5 maja 1915 w Zaandamie, zm. 25 grudnia 1990 tamże) – holenderski kajakarz, medalista olimpijski

## Kariera sportowa
Wraz z Wimem van der Kroftem zdobył dwa brązowe medale w wyścigach kajaków dwójek (K-2) na dystansach 1000 metrów i 10 000 metrów na mistrzostwach Europy w 1934 w Kopenhadze. Van der Kroft i Tates zdobyli brązowy medal w wyścigu kajaków dwójek na dystansie 1000 metrów na igrzyskach olimpijskich w 1936 w Berlinie, ulegając tylko osadom austriackiej i niemieckiej.